# Luperina sullivani
Luperina sullivani là một loài bướm đêm trong họ Noctuidae.